# Marion (condado de Waushara, Wisconsin)
Marion es un pueblo ubicado en el condado de Waushara en el estado estadounidense de Wisconsin. En el Censo de 2010 tenía una población de 2.038 habitantes y una densidad poblacional de 22,5 personas por km².

## Geografía
Marion se encuentra ubicado en las coordenadas 44°1′31″N 89°10′28″O / 44.02528, -89.17444. Según la Oficina del Censo de los Estados Unidos, Marion tiene una superficie total de 90.59 km², de la cual 86.9 km² corresponden a tierra firme y (4.07%) 3.68 km² es agua.

## Demografía
Según el censo de 2010, había 2.038 personas residiendo en Marion. La densidad de población era de 22,5 hab./km². De los 2.038 habitantes, Marion estaba compuesto por el 97.25% blancos, el 0.05% eran afroamericanos, el 0.39% eran amerindios, el 0.64% eran asiáticos, el 0% eran isleños del Pacífico, el 0.93% eran de otras razas y el 0.74% pertenecían a dos o más razas. Del total de la población el 2.01% eran hispanos o latinos de cualquier raza.